# Triportheus culter
Triportheus culter är en fiskart som först beskrevs av Cope 1872.  Triportheus culter ingår i släktet Triportheus och familjen Characidae. Inga underarter finns listade i Catalogue of Life.